# Epiphragma (Epiphragma) gracilicorne
Epiphragma (Epiphragma) gracilicorne is een tweevleugelige uit de familie steltmuggen (Limoniidae). De soort komt voor in het Neotropisch gebied.